# Lista de prêmios e indicações recebidos por Whitney Houston
(Atualizado 2020)
Lista dos prêmios ganhos pela cantora e atriz Whitney Houston. Whitney Houston já foi à segunda artista mais premiada de todos os tempos, e à artista feminina mais premiada de todos os tempos segundo o Guinness World Records, sendo 6 Grammy Awards, 31 Billboard Music Awards, 22 American Music Awards, número total é de aproximadamente 670.

## Grammy Awards
| Ano  | Categoria                                                             | Indicação                                                            | Resultado | Ref. |
| ---- | --------------------------------------------------------------------- | -------------------------------------------------------------------- | --------- | ---- |
| 1986 | Melhor Performance Vocal Pop, Feminina                                | "Saving All My Love for You"                                         | Venceu    |      |
| 1986 | Álbum do Ano                                                          | Whitney Houston                                                      | Indicado  |      |
| 1986 | Melhor Performance Vocal de R&B, Feminina                             | "You Give Good Love"                                                 | Indicado  |      |
| 1987 | Gravação do Ano                                                       | "Greatest Love of All"                                               | Indicado  |      |
| 1988 | Melhor Performance Vocal Pop, Feminina                                | "I Wanna Dance with Somebody (Who Loves Me)"                         | Venceu    |      |
| 1988 | Álbum do Ano                                                          | Whitney                                                              | Indicado  |      |
| 1988 | Melhor Performance Vocal de R&B, Feminina                             | "For the Love of You"                                                | Indicado  |      |
| 1989 | Melhor Performance Vocal Pop, Feminina                                | "One Moment in Time"                                                 | Indicado  |      |
| 1990 | Melhor Performance de R&B de uma Dupla ou Grupo com Vocal             | "It Isn't, It Wasn't, It Ain't Never Gonna Be" (com Aretha Franklin) | Indicado  |      |
| 1991 | Melhor Performance Vocal Pop, Feminina                                | "I'm Your Baby Tonight"                                              | Indicado  |      |
| 1992 | Melhor Performance Vocal Pop, Feminina                                | "All the Man That I Need"                                            | Indicado  |      |
| 1993 | Melhor Performance Vocal de R&B, Feminina                             | "I Belong to You"                                                    | Indicado  |      |
| 1994 | Álbum do Ano                                                          | The Bodyguard: Original Soundtrack Album                             | Venceu    |      |
| 1994 | Gravação do Ano                                                       | "I Will Always Love You"                                             | Venceu    |      |
| 1994 | Melhor Performance Vocal Pop, Feminina                                | "I Will Always Love You"                                             | Venceu    |      |
| 1994 | Melhor Performance Vocal de R&B, Feminina                             | "I'm Every Woman"                                                    | Indicado  |      |
| 1997 | Álbum do Ano                                                          | "Waiting to Exhale Original Soundtrack Album"                        | Indicado  |      |
| 1997 | Melhor Colaboração Pop com Vocais                                     | "Count On Me" (com CeCe Winans)                                      | Indicado  |      |
| 1997 | Melhor Performance Vocal de R&B Feminina                              | "Exhale (Shoop Shoop)"                                               | Indicado  |      |
| 1997 | Melhor Canção Escrita Especificamente para um Filme ou para Televisão | "Count On Me"                                                        | Indicado  |      |
| 1998 | Melhor Performance Vocal de R&B Feminina                              | "I Believe in You And Me"                                            | Indicado  |      |
| 1998 | Melhor Álbum de R&B                                                   | The Preacher's Wife: Original Soundtrack Album                       | Indicado  |      |
| 2000 | Melhor Performance Vocal de R&B Feminina                              | "It's Not Right But It's Okay"                                       | Venceu    |      |
| 2000 | Melhor Performance de R&B de uma Dupla ou Grupo com Vocal             | "Heartbreak Hotel" (com Faith Evans e Kelly Price)                   | Indicado  |      |
| 2000 | Melhor Álbum de R&B                                                   | My Love Is Your Love                                                 | Indicado  |      |
| 2000 | Melhor Colaboração Pop com Vocais                                     | "When You Believe" (com Mariah Carey)                                | Indicado  |      |
| 2013 | Grammy Hall of Fame                                                   | Whitney Houston                                                      | Venceu    |      |

## American Music Awards
| Ano  | Categoria                             | Indicação                    | Resultado | Ref. |
| ---- | ------------------------------------- | ---------------------------- | --------- | ---- |
| 1986 | Artista Feminina de Pop/Rock Favorita | Whitney Houston              | Indicado  |      |
| 1986 | Single de Soul/R&B Favorito           | "You Give Good Love"         | Venceu    |      |
| 1986 | Álbum de Soul/R&B Favorito            | Whitney Houston              | Indicado  |      |
| 1986 | Artista Feminina de Soul/R&B Favorita | Whitney Houston              | Indicado  |      |
| 1986 | Vídeo de Soul/R&B Favorito            | "Saving All My Love For You" | Venceu    |      |
| 1986 | Artista de Vídeo de Soul/R&B Favorito | Whitney Houston              | Indicado  |      |
| 1987 | Álbum de Pop/Rock Favorito            | Whitney Houston              | Venceu    |      |
| 1987 | Artista Feminina de Pop/Rock Favorita | Whitney Houston              | Venceu    |      |
| 1987 | Artista de Vídeo de Pop/Rock Favorita | Whitney Houston              | Indicado  |      |
| 1987 | Álbum de Soul/R&B Favorito            | Whitney Houston              | Venceu    |      |
| 1987 | Artista Feminina de Soul/R&B Favorita | Whitney Houston              | Indicado  |      |
| 1987 | Vídeo de Soul/R& Favorito             | "Greatest Love of All"       | Venceu    |      |
| 1987 | Artista de Vídeo de Soul/R&B Favorito | Whitney Houston              | Indicado  |      |

## World Music Awards
| Ano  | Categoria                                       | Indicação       | Resultado | Ref. |
| ---- | ----------------------------------------------- | --------------- | --------- | ---- |
| 1994 | Artista Recordista de Vendas Mundiais           | Whitney Houston | Venceu    |      |
| 1994 | Artista Pop Recordista de Vendas do Ano         | Whitney Houston | Venceu    |      |
| 1994 | Artista R&B Recordista de Vendas do Ano         | Whitney Houston | Venceu    |      |
| 1994 | Artista Americana Recordista de Vendas Mundiais | Whitney Houston | Venceu    |      |
| 1994 | Artista Feminina Recordista de Vendas da Era    | Whitney Houston | Venceu    |      |

## Emmy Awards
| Ano  | Categoria                                         | Indicação       | Resultado | Ref. |
| ---- | ------------------------------------------------- | --------------- | --------- | ---- |
| 1986 | Melhor Performance Individual em Programa Musical | Whitney Houston | Venceu    |      |
| 1998 | Melhor Especial de Comédia, Musical ou Variedades | Cinderella      | Indicado  |      |

## NAACP Image Awards
| Ano  | Categoria                                    | Indicação                                             | Resultado | Ref. |
| ---- | -------------------------------------------- | ----------------------------------------------------- | --------- | ---- |
| 1985 | Novo Artista Promissor                       | Whitney Houston                                       | Venceu    |      |
| 1986 | Melhor Artista Feminina                      | Whitney Houston                                       | Venceu    |      |
| 1987 | Melhor Artista Feminina                      | Whitney                                               | Indicado  |      |
| 1992 | Melhor Programa de Variedades ou Especial    | HBO Presents Welcome Home Heroes with Whitney Houston | Indicado  |      |
| 1994 | Artista do Ano                               | Whitney Houston                                       | Venceu    |      |
| 1994 | Melhor Artista Feminina                      | The Bodyguard: Original Soundtrack Album              | Venceu    |      |
| 1994 | Melhor Álbum                                 | The Bodyguard: Original Soundtrack Album              | Venceu    |      |
| 1994 | Melhor Álbum de Trilha Sonora                | The Bodyguard: Original Soundtrack Album              | Venceu    |      |
| 1994 | Melhor Vídeo Musical                         | "I'm Every Woman"                                     | Venceu    |      |
| 1994 | Melhor Atriz Principal                       | The Bodyguard                                         | Indicado  |      |
| 1996 | Melhor Filme                                 | Waiting to Exhale                                     | Venceu    |      |
| 1996 | Melhor Atriz Principal                       | Waiting to Exhale                                     | Indicado  |      |
| 1996 | Melhor Performance em Musical                | VH1 Honors with CeCe Winans                           | Indicado  |      |
| 1996 | Melhor Artista Feminina                      | "Exhale (Shoop Shoop)"                                | Venceu    |      |
| 1996 | Melhor Canção                                | Venceu                                                |           |      |
| 1996 | Melhor Álbum de Trilha Sonora                | Waiting to Exhale Soundtrack                          | Venceu    |      |
| 1996 | Melhor Álbum                                 | Waiting to Exhale Soundtrack                          | Venceu    |      |
| 1997 | Melhor Filme                                 | The Preacher's Wife                                   | Indicado  |      |
| 1997 | Melhor Atriz Principal                       | The Preacher's Wife                                   | Venceu    |      |
| 1997 | Melhor Artista Gospel                        | The Preacher's Wife: Original Soundtrack Album        | Venceu    |      |
| 1997 | Melhor Álbum                                 | The Preacher's Wife: Original Soundtrack Album        | Venceu    |      |
| 1998 | Melhor Filme Televisivo ou Minissérie        | Cinderella                                            | Indicado  |      |
| 1998 | Melhor Performance em Variedades ou Especial | Classic Whitney: Live from Washington, D.C.           | Indicado  |      |
| 1999 | Melhor Artista Feminina                      | My Love Is Your Love                                  | Venceu    |      |
| 1999 | Melhor Dupla ou Grupo                        | "When You Believe" (com Mariah Carey)                 | Venceu    |      |
| 1999 | Melhor Vídeo Musical                         | "When You Believe" (com Mariah Carey)                 | Indicado  |      |
| 1999 | Melhor Canção                                | "When You Believe" (com Mariah Carey)                 | Indicado  |      |
| 1999 | Melhor Álbum                                 | My Love Is Your Love                                  | Indicado  |      |
| 2000 | Melhor Artista Feminina                      | "Heartbreak Hotel" (com Faith Evans e Kelly Price)    | Venceu    |      |
| 2000 | Melhor Canção                                | "My Love Is Your Love"                                | Indicado  |      |
| 2010 | Melhor Artista Feminina                      | Whitney Houston                                       | Indicado  |      |
| 2010 | Melhor Vídeo Musical                         | "I Look to You"                                       | Venceu    |      |
| 2013 | Melhor Canção                                | "I Look to You"                                       | Venceu    |      |
| 2013 | Melhor Álbum                                 | I Will Always Love You: The Best of Whitney Houston   | Venceu    |      |

## People's Choice Awards
| Ano  | Categoria                         | Indicação                | Resultado | Ref. |
| ---- | --------------------------------- | ------------------------ | --------- | ---- |
| 1987 | Artista Musical Favorito          | Whitney Houston          | Venceu    |      |
| 1988 | Artista Musical Feminino Favorita | Whitney Houston          | Venceu    |      |
| 1989 | Artista Musical Feminino Favorita | Whitney Houston          | Venceu    |      |
| 1993 | Artista Musical Feminino Favorita | Whitney Houston          | Venceu    |      |
| 1993 | Vídeo Musical Favorito            | "I Will Always Love You" | Venceu    |      |
| 1993 | Atriz Favorita em Filme de Drama  | The Bodyguard            | Indicado  |      |
| 1995 | Artista Musical Feminino Favorita | Whitney Houston          | Indicado  |      |
| 1996 | Artista Musical Feminino Favorita | Whitney Houston          | Indicado  |      |
| 1997 | Artista Musical Feminino Favorita | Whitney Houston          | Indicado  |      |
| 1998 | Artista Musical Feminino Favorita | Whitney Houston          | Venceu    |      |

## MTV Movie Awards
| Ano  | Categoria        | Indicação                | Resultado | Ref. |
| ---- | ---------------- | ------------------------ | --------- | ---- |
| 1993 | Melhor Filme     | The Bodyguard            | Indicado  |      |
| 1993 | Melhor Atriz     | The Bodyguard            | Indicado  |      |
| 1993 | Melhor Revelação | The Bodyguard            | Indicado  |      |
| 1993 | Melhor Dupla     | The Bodyguard            | Indicado  |      |
| 1993 | Melhor Canção    | "I Will Always Love You" | Venceu    |      |
| 1996 | Melhor Canção    | "Exhale (Shoop Shoop)"   | Indicado  |      |

## MTV Video Music Awards
| Ano  | Categoria                  | Indicação                                          | Resultado | Ref. |
| ---- | -------------------------- | -------------------------------------------------- | --------- | ---- |
| 1986 | Melhor Vídeo Feminino      | "How Will I Know"                                  | Venceu    |      |
| 1986 | Artista Revelação em Vídeo | "How Will I Know"                                  | Indicado  |      |
| 1999 | Melhor Vídeo de R&B        | "Heartbreak Hotel" (com Faith Evans & Kelly Price) | Indicado  |      |

## BRIT Awards
| Ano  | Categoria                  | Indicação                                | Resultado | Ref. |
| ---- | -------------------------- | ---------------------------------------- | --------- | ---- |
| 1987 | Melhor Artista Estrangeiro | Whitney Houston                          | Venceu    |      |
| 1988 | Melhor Artista Estrangeiro | Whitney Houston                          | Indicado  |      |
| 1991 | Melhor Artista Estrangeiro | Whitney Houston                          | Indicado  |      |
| 1994 | Melhor Trilha Sonora       | The Bodyguard: Original Soundtrack Album | Venceu    |      |
| 2000 | Melhor Artista Estrangeiro | Whitney Houston                          | Indicado  |      |

## Guinness World Records
| Ano  | Recorde                                                                      | Indicação       | Resultado | Ref.  |
| ---- | ---------------------------------------------------------------------------- | --------------- | --------- | ----- |
| 2006 | Primeira Artista Feminina a Estrear em #1 na Billboard 200 e UK Albums Chart | Whitney Houston | Venceu    | [ 1 ] |
| 2006 | Maior Número de #1 Consecutivos                                              | Whitney Houston | Venceu    | [ 1 ] |
| 2006 | Álbum Mais Vendido por Artista Feminina                                      | Whitney Houston | Venceu    | [ 1 ] |
| 2006 | Single Mais Vendido por Artista Feminina                                     | Whitney Houston | Venceu    | [ 1 ] |
| 2006 | Artista Popular Mais Premiada                                                | Whitney Houston | Venceu    | [ 1 ] |
| 2012 | Mais Hits Simultâneos no Reino Unido                                         | Whitney Houston | Venceu    | [ 2 ] |